# Katastrofa tamy w Brumadinho
Katastrofa tamy w Brumadinho – katastrofa, do której doszło w wyniku pęknięcia tamy 25 stycznia 2019 w gminie Brumadinho, w stanie Minas Gerais, w Brazylii, 15 kilometrów od Belo Horizonte. Zginęło co najmniej 259 osób, a 11 uznaje się za zaginione.

## Przebieg
Tama należy do spółki górniczej Vale SA. Do katastrofy doszło podczas przerwy obiadowej, gdy lawina błotna zalała teren administracyjny kopalni rudy żelaza, w którym setki pracowników jadło posiłek. W chwili katastrofy pracowało 427 osób, z których 9 osób zginęło, natomiast 279 osób zostało uratowanych. Po katastrofie około 300 osób uznanych zostało za zaginionych. Prezydent Brazylii Jair Bolsonaro na miejsce katastrofy wysłał trzech ministrów w celu nadzorowania akcji ratunkowej.